# گری گوردون
گری ایوان گوردون (۳۰ اوت ۱۹۶۰– ۳ اکتبر ۱۹۹۳) استواریکم ارتش ایالات متحده و دریافت کننده مدال افتخار بود. در زمان مرگ، او افسر درجه‌دار در یگان عملیات ویژه ارتش ایالات متحده، یگان عملیاتی اول نیروی ویژه-دلتا (1SFOD-D) یا «نیروی دلتا» بود. گوردون به همراه همرزمش، گروهبان درجه یک رندی شوگارت، پس از مرگ به دلیل اقداماتش در نبرد موگادیشو در اکتبر ۱۹۹۳، مدال افتخار دریافت کردند.
گری گوردون به همراه رندی شوگرت سربازان نیروهای دلتا داوطلب شدند تا از هلیکوپتر پیاده شده و محل سقوط هلیکوپتر سوپر ۶- ؛۴ را امن نمایند.

## نبرد و مرگ در سومالی
گوردون به همراه سایر اعضای دلتا در تابستان ۱۹۹۳ به عنوان بخشی از گروه ضربت تکاور به موگادیشو، سومالی فرستاده شد. در ۳ اکتبر ۱۹۹۳، گوردون در طول نبرد موگادیشو، یک مأموریت تهاجمی نیروی مشترک برای دستگیری مشاوران کلیدی جنگ سالار سومالی، محمد فرح ایدید، رهبر تیم تک تیرانداز بود. در جریان این حمله، سوپر ۶–۱، یکی از هلیکوپترهای بلک هاوک ارتش که به تیم تهاجمی کمک می‌کرد، سرنگون شد و در شهر سقوط کرد.
گوردون و هم‌رزم تک تیراندازش در دلتا فورس، گروهبان رندی شوگارت و گروهبان برد هالینگ، که پوشش تک تیرانداز را از هوا تهیه می‌کردند، علیرغم این واقعیت، می‌خواستند در محل سقوط دوم پیاده شوند تا از چهار خدمه به شدت مجروح محافظت کنند. تعداد زیادی از شبه نظامیان سومالیایی مسلح و متخاصم در این منطقه جمع شده بودند. فرماندهان مأموریت درخواست گوردون را رد کردند و گفتند که وضعیت برای سه تک تیرانداز دلتا بسیار خطرناک خواهد بود تا بتوانند به‌طور مؤثر از خدمه بلک هاوک در برابر زمین محافظت کنند. موضع فرماندهی این بود که تک تیراندازها می‌توانند با ادامه پوشش هوایی کمک بیشتری داشته باشند. با این حال گوردون به این نتیجه رسید که خدمه بلک هاوک نمی‌توانند به تنهایی زنده بمانند و درخواست خود را دو بار تکرار کرد تا سرانجام مجوز دریافت کرد.
گوردون و شوگارت که فقط به سلاح‌های نیمه سنگین شخصی و سلاح‌های کمری خود مسلح بودند، زمانی که روی زمین بودند، به سوی بلک هاوک سرنگون‌شده حرکت کردند. در این زمان، سومالیایی‌های بیشتری از راه می‌رسند که قصد داشتند سربازان آمریکایی را بگیرند یا بکشند. هنگامی که آنها به هلیکوپتر دورانت سوپر ۶–۴ رسیدند، گوردون و شوگارت خلبان، مایکل دورانت، افسر ارشد، بیل کلیولند، ری فرانک و تامی فیلد را از هواپیما بیرون آوردند و مواضع دفاعی را در اطراف محل سقوط ایجاد کردند. علیرغم وارد کردن تلفات سنگین به سومالیایی‌ها، دو تک تیرانداز دلتا با اتمام مهمات روبرو شدند و مهمات آنها تمام شد، گوردون و شوگارت با شلیک گلوله شبه نظامیان کشته شدند. اعتقاد بر این است که گوردون اولین کسی بود که کشته شد. شوگرت CAR-15 گوردون را پس گرفت و به دورانت داد تا از آن استفاده کند. اندکی بعد شوگارت کشته شد و دورانت زنده گرفته شد. بلافاصله پس از نبرد، سومالیایی‌ها ۲۵ نفر از مردان خود را کشته و تعداد زیادی زخمی شدید را شمارش کردند. به گزارش آمریکا و عراق: سیاست گذاری، مداخله و سیاست منطقه ای با ویرایش دیوید رایان، پاتریک کیلی، «جسد نیمه برهنه گوردون به طرز وحشتناکی در خیابان‌های موگادیشو کشیده شد».
جسد گوردون سرانجام پیدا شد و در گورستان لینکلن، شهرستان پنوبسکوت، مین به خاک سپرده شد. پس از مرگ شوگارت و گوردون به هردوی آنها مدال افتخار داده شد.
در عواقب این اقدام، سردرگمی وجود داشت که چه کسی اول کشته شده‌است. استناد رسمی بیان می‌کند که این شوگرت بود، اما مارک باودن، نویسنده کتاب Black Hawk Down: A Story of Modern War، کتابی دربارهٔ رویدادهای اکتبر ۱۹۹۳، روایتی از گروهبان پل هاو، یکی دیگر از اپراتورهای دلتا که در نبرد می‌جنگید، نقل می‌کند. هاو گفت که صدای درخواست کمک شوگارت را از رادیو شنیده‌است و سلاحی که به دورانت داده شده همان M14 متمایز مورد استفاده شوگارت نیست. علاوه بر این، هاو گفت که گوردون هرگز اسلحه خود را به سرباز دیگری نمی‌داد تا از آن استفاده کند تا زمانی که او هنوز می‌توانست بجنگد. در کتاب دورانت، در شرکت قهرمانان، او بیان می‌کند که گوردون در سمت چپ شاهین سیاه بود، پس از اینکه هم او و هم شوگرت دورانت را به مکان امن‌تری منتقل کردند و فقط شنیدند که گوردون گفت: «لعنتی، من تیر خوردم. " سپس شوگرت از سمت چپ بلک هاوک با CAR-15 آمد.
پس از حمله به ایالات متحده در ۱۱ سپتامبر ۲۰۰۱، واحدهای نیروهای ویژه ایالات متحده برای کمک به نیروهای ائتلاف شمالی در سرنگونی طالبان و تروریست های القاعده وارد افغانستان شدند. پس از یک نبرد شدید کوهستانی معروف به عملیات آناکوندا در مارس ۲۰۰۲، سربازان ایالات متحده یک GPS و یک کیسه نگهدارنده با برچسب "G. Gordon" پیدا کردند. تحلیلگران اطلاعاتی ابتدا بر این باور بودند که این GPS گوردون است که از بازار سیاه خریداری شده و در سومالی از آن استفاده می‌کرده. خانواده گوردون بلافاصله قبل از انتشار این اطلاعات برای عموم از این یافته مطلع شد. در نهایت معلوم شد که این جی پی اس گوردون نیست، بلکه متعلق به خلبان هلیکوپتری است که در نبرد قبلی در جریان عملیات آناکوندا گم شده‌است.